# ストライクガンダム
ストライクガンダム (STRIKE GUNDAM) は、2002年 - 2003年にかけて放送されたテレビアニメ『機動戦士ガンダムSEED』をはじめとするコズミック・イラ (C.E.) 作品に登場する架空の兵器。「ガンダムシリーズ」で主流となっている人型ロボット兵器モビルスーツ (MS) の1機で、作中勢力のひとつである「地球連合軍」が開発した5機の試作機のうち、多様な戦場に対応できるバックパックの換装機構を有した汎用機。『SEED』序盤で敵国家であるプラントの軍隊ザフトによる強奪を唯一免れ、主人公である少年のキラ・ヤマトの搭乗機となる。「ストライク」は英語で「攻撃」を意味する。公式ウェブサイトや各種メディア、関連商品では「ストライクガンダム」と公称されるが、作中ではほかの同型機とともに固有名の「ストライク」が正式名となる（詳細は後述）。
当記事では、同型機であるストライクルージュをはじめ、外伝を含むほかの「SEEDシリーズ」に登場する派生機の解説も行う。

## デザイン・設定
ストライクガンダムをはじめとする初期のMSデザインは複数のデザイナーによるアイデアを元に、メカニックデザイナーの大河原邦男が最終的な決定稿を描く形で行われた。そうした初期のデザインスタッフにはガンダムアストレイのデザイナーの阿久津潤一も参加しており、シールドのデザインは彼が提出した原案を元にしている。大河原は自著において、『SEED』は元々敵MSのみの参加を予定していたものの、決定稿が決まらず商品開発が遅延する恐れがあったため、進行していたデザインを自身が清書することになった旨を語っている。
監督の福田己津央はストライクのコンセプトについて、「他の4機のガンダムの機能を付け替える機体」とのオファーを出したという。また、そのアイデアは自身がかつて監督を務めたアニメ『新世紀GPXサイバーフォーミュラ』に登場するアスラーダを意識したものであるとも語っている。そのほか、プロデューサーの古澤文邦はストライク（攻撃）から転じて「矛」とし、「盾」の名を持つイージスガンダムと合わせて「矛盾」を意味する命名であると語っている。
なお、バンダイのフィギュア「METAL BUILD エールストライクガンダム」（2018年8月発売）では、開発に際してエールストライカーパックに大河原による大幅なデザインアレンジが加えられている。
呼称
物語内でのガンダムがそれぞれの固有名のみで呼ばれることについて、『SEED』で設定製作を担当した下村敬治は、同シリーズにおける設定では、登場する「ガンダム」という呼称はMSではなくOSを指し、ストライクガンダムであるなら作中世界における機体名はストライクであるという説明をしている。

## 設定解説
地球連合所属国家の1つである大西洋連邦が、オーブ連合首長国公営企業モルゲンレーテ社の技術協力を受け、資源コロニー「ヘリオポリス」で極秘開発した5機の試作型MS（初期GAT-Xシリーズ）の1機。GAT-X102デュエル、GAT-X103バスターと同系列のX100系フレームを基本骨格に採用。四肢の分散処理比重が他の機体よりも高められたため、運動性も向上した。5機の中では最後発の機体であり、異形式のフレームを持つブリッツやイージスからのフィードバックも行われ、5機中最も洗練された機体と言える。
最大の特徴は、独自の装備換装機構「ストライカーパックシステム」である。このシステムは、各戦況に適したバックパックやそのほかの装備を適宜換装することで、1機で他の初期GAT-Xシリーズの機体と同等かそれ以上の性能を付加することを目的としている。これは任務によって装備を変更するため、余分なウェイトの軽減にも働いた。また各ストライカーには機体の予備電源を兼ねたバッテリーが内蔵されており、戦闘中に母艦から射出されたストライカーパックを換装することによって、後方で補給を受けず瞬時に戦線復帰することが可能である。キラ・ヤマトの搭乗機は大型可変翼・スラスターで運動性を高めた上でライフル・シールド・サーベルで汎用性の高い戦闘を行う「エールストライカー」、近接格闘戦用に巨大剣を持つ「ソードストライカー」、遠距離砲撃戦用に大威力砲を運用する「ランチャーストライカー」の3種を状況に合わせて使用していた。物語前半ではこれによりキラ・ヤマトが様々な戦績を上げた。この機体はC.E.71年4月17日にイージスと交戦した際に大破して放棄され、戦地の近郊に位置したオーブにより回収される。この折にオーブはストライクを自軍の戦力化すべく修復し、稼働率を高めるために潤沢な予備パーツを一式製造した。さらに、OSはナチュラル用のものへと仕様変更。物語後半でムウ・ラ・フラガも搭乗することとなる。
本機に採用された「ストライカーパックシステム」は後に地球連合軍のダガーシリーズ、ザフト軍のザクシリーズをはじめとした量産機に加え、セカンドステージシリーズのインパルス、ライブラリアンの再生機などにオプション兵装としての新たな設計思想を確立させることには、大きな影響を与えた。直系の量産型としては地球連合軍において105ダガー、及びそれを省略化したストライクダガーが生産されている。オーブ軍のM1アストレイもバックパック構造に、本機のエールストライカーの影響を受けている。

### 機体構造
頭部
額にはイタリア語で「5」を指す単語と共に「X105 CINQUE」と刻印されている。元々MSの頭部に刻印を施す慣習はプラントにおいてMSを実用化させた技師がイタリア系であった事に因むが、連合にもこれが伝わり、GAT-X等に施された。カメラアイは走査性能に優れたツインアイを採用する。メインカメラを有するが、頭部を振り向けずともコクピット内の正面モニターで敵機を捕捉する事は可能である。
腕部
人体に近い構造を持ち、人間で行える動作はほぼ踏襲可能。これは既存MSが機体を開発する度に武器類も新規制作し、専用機以外では性能を発揮できないケースも存在した点を考慮したものとなる。ストライクの腕部はこれによってあらゆる兵装を使用可能な汎用性を獲得しているが、整備性やコスト高の問題点も浮上しており、後続の機体では同様の機能は採用されていない。手首は初期GAT-Xシリーズ5機共通のものを採用する。
スラスター
大気圏内では超伝導電磁推進を用い、空気を吸排出することで推力を得る。また、これを利用し水を注排出することで水中での稼働も可能。ただし本体の推力のみではジャンプのみで、機体を飛翔させ続ける事はできない。
初期GAT-Xシリーズ共通コックピット
パイロットの挙動に合わせて回転する卵形のものを採用している。ハードウェアには量子コンピュータを標準搭載。キーボードやタブレット機器が備えられ、パイロット側で機体を調整する事も可能である。コクピットの左右にはグリップが備えられ、機体の微細なコントロールはこれで行う。これとは別にシート右部にはモードセレクターが存在し、これによって使用する兵装の選択から威力の変更が可能。反対側の左部にはスロットルレバーが存在し、推力変更やオートパイロットへの切り替えもできる。搭乗口は狭く作られており、パイロットはかがんで乗降を行う。
OS
ヘリオポリスにおいてロールアウトされた機体のOSは未完成の状態にあったため、実戦の際にはキラ・ヤマトによって改変され、そのため彼にしか扱えない物となったため専用機となっている。後にムウ・ラ・フラガが搭乗した際にはナチュラル用OSに書き換えられた。
また、初期GAT-X5機共通の特徴としてOS起動時にはコクピット内ディスプレイに「General Unilateral Neuro-Link Dispersive Autonomic Maneuver Synthesis System（単方向分散型神経接続による汎用自動演習合成システム）」という表示がなされる。キラ・ヤマトはこれらの頭文字をとってGUNDAM（ガンダム）と呼称しているが、本機の機体呼称は「ストライク」である。この「ガンダム」という呼称はキラから連合の関係者に広がり、後には特徴的な頭部形状(ガンダムフェイス)を有したMSの俗称としても用いられている。
なお、ストライクの機体各部の分散処理システムは装備構成や戦闘状況に合わせた各部設定も可能である。ストライク本体には接地面積を変更する機能は持たないものの、機体が動作に適さない地域での戦いの場合はプログラムを変更する事で機体各部の接地圧を調整する事も可能である。これは本来ならば戦闘前にセッティングされるが、キラ・ヤマトは戦闘中にプログラム修正を行っている。
セーフティーシャッター
本機は運動性をより向上させるため、PS装甲に対する依存度を高めて装甲部材の軽量化を図っている。これにより、運動性能は初期GAT-X5機の中で最も向上することとなった。その一方で、PSディアクティブ状態での抗堪性は著しく低下している。この問題を解決するため、本機の胴体には緊急時にコクピットを防御するセーフティーシャッター（『ASTRAY』では「エマージェンシーシャッター」と呼称）が装備された。パワーダウン時や、外装であるPS装甲が破損した場合には、この装置がパイロットを守る役目を果たしている。
なお、後に量産化された105ダガーでは敵兵器のビーム兵装普及からPS装甲に依存した設計が改められ、対ビーム性に優れたラミネート装甲が採用されることとなった。
識別番号
三隻同盟加盟後の機体には、左肩と左足首には機体番号「110」も記載された。

### 武装
75mm対空自動バルカン砲塔システム『イーゲルシュテルン』
両側頭部に2門内蔵される対空防御機関砲。主用途は接近する敵機やミサイル・歩兵などを自動的に追尾しての迎撃射撃であり、頭部に搭載されることでカメラアイと連動し、白兵戦時に敵機のセンサーを破壊する狙いも持つ。また、機動性の高い敵機に対する弾幕としても機能する。弾倉はボディにあり、そこから頭部へと給弾される方式。地球連合の艦艇にも装備される火器を改良したモデル。
名称の由来は、「ハリネズミの陣」。
対装甲コンバットナイフ『アーマーシュナイダー』
腰部両脇ホルダーに内蔵されている超硬度金属製の戦闘ナイフ。超振動モーターによって刃身を高周波振動させPS装甲を除くほとんどの物体を切断可能。また、折り畳まれた状態でも突き出た刃部で攻撃する事が可能。武装自体に小型の電源を内蔵しているため、MS側の残存電力を気にすることなく使える利点がある。PS装甲やビーム兵器を有する同機は消費電力も激しいため、このような実刃兵器がサブ・ウェポンとして装備された。ブレード部にはグレイブヤードの技術が導入されている。
「アーマーシュナイダー」とはドイツ語で「装甲を切るもの」の意。
この武器は『機動戦士ガンダムSEED』シリーズのキャラクターデザイナーを担当した平井久司がデザインを手がけている。劇中ではジンやラゴゥなどを撃破し、デュエルも小破させた。それらの戦果を受けて連合軍は、折り畳み式からシースナイフ式へと改良したものをGAT-X133ソードカラミティに継承した。
57mm高エネルギービームライフル
ライフル型の携帯ビーム砲。ジンの「バルルス改」特火重粒子砲よりも遥かに小型だが、ローラシア級の外装をも一撃で撃ち抜く威力を持つ。
ただし拳のコネクターを介して機体から直接エネルギーを供給しているため、発砲数に応じて機体稼働時間に制約を受ける。携行装備ゆえ装着ストライカーの干渉を受けず使用できるが、エネルギー消費の関係上出力に余裕があるエールストライカー装備での使用が望ましいとされる。
技術力においてプラントに劣る連合が小型かつ高出力のビーム兵器をザフトに先んじて導入できたその背景には、共同開発したオーブの技術力、フジヤマ社からの出向技術者、さらにはザフトから奪取した最新技術の導入の賜物による所が大きいとされる。
非使用時のマウント個所は媒体によって差異が見られ、アニメーション第29話（リマスター版27話）ではサイドスカートに装着しているものの、2004年11月に発売されたプラモデルキット『1/60 PG ストライクガンダム』においてはリアスカートへ装着するギミックが採用されている。
銃身下部のブロックは2004年11月に発売された『マスターグレード エールストライクガンダム』における阿久津潤一の開発画稿においてはグレネードランチャーとする提案がなされているものの、実現されていない（製品の説明書内では「マルチセンサーユニット」として扱われている）。その一方で、玩具商品『METAL BUILD エールストライクガンダム』において監修時に重田智が書き足したアイデアでは、同部位をグレネードとして大型化するアレンジがなされている。
対ビームシールド
GAT-X105ストライクの手持ち・前腕装着両用の盾。装甲表面にはビームを吸収拡散する特殊塗料が塗布されており、同時に盾の部材も特殊な共振現象を起こす固有振動数を持った鋼材同士の複合金属で作られているため、これがミクロ単位のドレッドパターンによって命中したビームに進行方向を屈折させて防ぐ。一方で、同一の面で連続して防御する事は推奨されていない。また、その特性から摩耗が激しく、これらの措置をPS装甲に用いる事は推奨されていない。
この盾はデュエル及びオーブ製のアストレイ系列機の物と同型の大型タイプとなる。
バズーカ（ストライクバズーカ）
地球低軌道域で合流した第8艦隊より供給された対MS用バズーカ。弾倉の取り付け口が4つあり、そのいずれかまたはすべてに装着できる。本編第22話(リマスター版21話)において水中では威力が大幅に落ちるビーム兵器の代わりに使用されるが、第23話(リマスター版22話)ではソードストライカーで戦闘しており使用されなかった。本編では一度切りの登場であったが、高山瑞穂の漫画版ではオーブ解放戦争に参戦しているM1アストレイが装備していた。
『機動戦士ガンダム エクストリームバーサス』での出撃ムービーにも登場したが、こちらでは実体弾ではなくビームを発射していた。
元々は固有名を持たない「バズーカ」だったが、2015年8月にバンダイからプラモデル『ビルダーズパーツ 1/144「システムウェポン010」』として商品化された際、「ストライクバズーカ」という名が付けられた。照準器などを流用し、パーツを組み替えることでロケットランチャーとなるギミックが追加されている。
XM404『グランドスラム』
プラモデル「1/60 PG（パーフェクトグレード）ストライクガンダム」付属のボーナスパーツを元に設定されたオリジナルの大型の実体剣。
アーマーシュナイダー同様、平井久司が自らデザインを行った。また、この装備は後に発売された「1/100 MG（マスターグレード）ストライクガンダム+I.W.S.P.」にも付属しているが、設定変更によって非公式扱いとなり組立説明書内の解説文にも詳細は一切記述されていない。
『ガンダムイボルブ』ではザフト軍の地上基地にあったものを武器を失ったストライクが使用していた。
グランドスラム旧設定
ストライクのオプション武装の1つとして用意された大型の実体剣。その全長はMSの身長を軽く上回り、リーチの長さを活かした広い間合いからの斬撃・刺突を可能とする。グリップは折り畳み式である程度の携帯性を確保しているが、結局は遥かに小型で取り回しに優れたアーマーシュナイダーが採用されることとなった。残された装備は構造を簡略化した上で接近戦武装を持たないバスターに回される予定だったが、その矢先にザフト軍クルーゼ隊によって同機を含む4機のGが強奪され、さらにヘリオポリス崩壊に伴い、製作された試作品及びその他関連資料の一切が行方不明となってしまった。
その他の武装
MMI-M1001 90mm対空散弾銃
本来はディン用の銃。本編第22話にて、撃墜された機体から拾う形で使用した。紅海でのモラシㇺ隊との交戦でアークエンジェルは空中のディンと水中のグーンに挟み撃ちにされて、空中はムウのスカイグラスパーが出撃して応戦し水中はキラのストライクがバズーカ装備で潜って応戦し、アークエンジェルの艦砲バリアントで撃墜されて落下したディンの銃をキラがストライクで鹵獲して使用してハンスのグーンを撃破している。
模擬戦用サーベル
本編第37話において、フリーダムとの模擬戦で用いられた装備。

### 劇中での活躍
C.E.71年1月25日、オーブ連合首長国の資源衛星ヘリオポリスにて、ザフト軍クルーゼ隊による「ガンダム奪取作戦」が展開される中、地球連合軍の女性士官のマリュー・ラミアスと偶然MS格納庫へ居合わせたヘリオポリス工業カレッジの学生でコーディネイターのキラ・ヤマトが搭乗し、起動。そのままアークエンジェルの搭載機となり、連合側に残された唯一のG兵器となる。
起動時はパイロットですらないマリューがアスラン・ザラの銃撃により腕を負傷した状態で操縦していたが、窮地へ陥った際に強引に操縦を代わったキラの手で未完成だった機体OSを瞬時に書き換えられ、標準装備ながらその驚異的な機動性で迫り来るジンを撃破した。OS調整後の本機はキラ以外には扱えないものとなってしまったため、そのままなし崩し的に彼は本機の専任パイロットにされてしまう。
以後は奪われた4機のG兵器を伴って迫るクルーゼ隊の襲撃をかわし続け、地球降下後のアフリカでは「砂漠の虎」ことアンドリュー・バルトフェルド率いるバルトフェルド隊、紅海横断途中にはマルコ・モラシム隊と交戦し、これらを撃破した。オーブ近海での戦闘後はアークエンジェルとともにオーブへ匿われ、キラのモルゲンレーテへの技術協力（M1アストレイのOS開発）やストライクの戦闘データの提供を交換条件に、モルゲンレーテ本社工場内にてオーバーホールを受けた。
オーブ出発直後の戦闘で遂に奪取されたG兵器の内の1機ブリッツを撃破する。しかし直後の戦闘でイージスの自爆攻撃に巻き込まれ大破するが、セーフティシャッターによってパイロットのキラの命は守られた。重大な損傷を負った本機は調査に来たオーブによって回収され、ナチュラル用のOSを組み込んだ上で修復された。修復された本機は地球連合軍を脱走したアークエンジェルがオーブへ寄港した際に引き渡され、以降はムウ・ラ・フラガの搭乗機となる。
オーブ解放作戦ではストライクダガーを相手に優れた戦いぶりを見せ、オーブ陥落後も三隻同盟の一員として活躍し続けるも、第二次ヤキン・ドゥーエ攻防戦でプロヴィデンスの攻撃によって中破してしまう。その後アークエンジェルへ着艦に向かうが、ドミニオンのローエングリンをシールドで受け止めてアークエンジェルをかばい、爆散し失われた。
なお、アニメ『ガンダムビルドダイバーズRe:RISE』では劇中における現実世界の横浜赤レンガ倉庫にエールストライカーを装備した本機の実寸大立像が置かれており、本編中やEDに登場する。

### 機体バリエーション
ガンバレルストライク
ストライクにガンバレルストライカーを装備した形態。GBA用ゲーム『機動戦士ガンダムSEED 友と君と戦場で。』に、ムウ専用機として登場している。
なお、ガンバレルストライカー自体はムウ専用装備として連合により開発されていたが、彼の離反を受けてモーガン・シュバリエの105ダガーへ装備され、ガンバレルダガーとして実戦で使用された。
パーフェクトストライク
2012年に展開された『機動戦士ガンダムSEED』HDリマスター版では、アイキャッチや第3期オープニングアニメーションへの登場を経て、第36～37話にエール・ソード・ランチャーのストライカーパック3つの装備を同時に備えた「マルチプルアサルトストライカーパック」を装備した「パーフェクトストライクガンダム」が登場している。
なお、HDリマスター化に当たっての作業はビジュアルのみで再アフレコはされていないため、登場人物たちがこの形態について言及することはない。
こうした三種類のストライカーパックを同時に備えた形態としては、2004年に発売されたBB戦士版プラモデルに掲載されたオリジナル形態である「スーパーストライクガンダム」が存在する。これ以前には、コミックボンボン2003年6月号付録『ガンプラ武蔵』では1/144キットを使った「スーパーグレードストライクガンダム＝SGSG」のトリプルストライカー仕様として同様の装備のモデルは登場していた。
ドライグストライク
METAL BUILDオリジナルのMSV企画として設定された機体。アクタイオン・インダストリー社の技術主任を務めるヴァレリオ・ヴァレリがアクタイオン・プロジェクトに続くMS開発計画として、ライバルであるロウ・ギュールとMSコレクターであるカイト・マディガンの協力のもと推進する「オルタナティブ・プロジェクト」によって、開発された最初の機体。再建造されたストライクをベースに、ロウの開発したカレトヴルッフを最大限運用できるように、アストレイ背部規格接合用背部コネクタが組み込まれた"バックパックジョイント"と呼ばれるカレトヴルッフ装備用自在アームと制御装置が組み込まれたバックパックと、同じく自在アームが接合可能な肩部ジョイントを、ストライカーパック接続コネクタを介して装備している。
フライトユニット装備
「オルタナティブ・プロジェクト」の2番機。ロウがM1アストレイのバックパックをアストレイレッドフレーム用に改造したフライトユニットを改良し、ドライグストライク側の機体OSには改造を加えずフライトユニット側でマッチングする用にした上で装備したもの。元々このフライトユニットは上部にカレトヴルッフ一機を装備することが出来るが、さらにフライトユニット両側面に装備されている燃料タンク兼用ウイング部をカレトヴルッフ装備用の自在アームと適宜交換することで、追加で2機のカレトヴルッフを複数運用できるようになる機能が追加されており、ドライグストライク側に装備できる肩とバックパックジョイントに装備可能な自在アームや本体の腕などを全て併せて最大限活用する事で、スペック上は最大11基のカレトヴルッフが運用可能とされている。
ドラグーンストライク
2025年にサービス開始されたスマートフォンアプリゲーム『SDガンダム GGENERATION ETERNAL』のストーリーのうち、テレビ本編である『SEED』と『DESTINYI』の幕間を描いた『機動戦士ガンダムSEED Recollection』のキラ編に登場した。
プロヴィデンスのドラグーンの有効性に着目したキラの要望をもとに、オーブとファクトリーが試験開発した「P208QX ドラグーンストライカー」の実装機。装着された3基のドラグーン端末は運用に大量の電力を必要とし、これをまかなうための多連装式バッテリーカートリッジが併設されているが、それでもジェネレーターの容量不足から操作可能時間は短い。ストライク本体は、前大戦で大破したヘリオポリス製ストライクを修復したもので、カガリから提供されたルージュの予備パーツを多用した結果、カメラアイがルージュと同じ緑色になっている。また、型式番号はルージュからの連番となる「MBF-03」に変更されている。ストライク自体はすでにキラの全力の操縦に追従できる機体ではないながらも、摩耗・劣化したパーツを新品に置換したことで、設計上の限界に近い性能を発揮できる。

### ストライク（再生機）
この節で述べる再生機についてはプラモデル「1/100 MG ストライクガンダム+I.W.S.P.」発売にあたり新規設定された機体である。
大戦後、地球連合軍第81独立機動群「ファントムペイン」が、アクタイオン・インダストリー社を中心とした複数企業の技術協力を受け推進したエースパイロット用カスタマイズMS開発計画、通称「アクタイオン・プロジェクト」に基づき再生産した機体。
専任パイロットはホアキン中佐指揮下の特殊戦MS小隊に所属するパイロット、スウェン・カル・バヤン中尉。
ヤキン・ドゥーエ戦後、ファントムペインにおける新型機には核エンジンを搭載した機体を想定していたが、ユニウス条約の発効に伴い頓挫。そのため、既に開発中であったウィンダムのような量産機とは別に、エース専用のワンオフカスタム機の開発がスタートした。この開発ベースとなったのが初期GAT-Xの5機である。これらの機体群は、後の量産機開発へのデータ収集を想定して極限まで高められた技術が導入されていた事と、運用データが豊富であったことから選定される運びとなった。
その1機がこの再生産されたストライクである。アクタイオン・プロジェクトではこれを設計通りに再生産し、実戦データを元にカスタマイズする計画が立てられた。この機体はPS装甲の消費電力と強度のバランスをとり、機体色は暗色化している。また、あらゆる戦局に対応するため、装着するストライカーは全領域型のI.W.S.P.が選択された。そしてこの本体とストライカーに改良を加えた機体が、「ノワールストライカー」を装備した「ストライクノワールガンダム」である。
フォトストーリー『機動戦士ガンダムSEED DESTINY ASTRAY』では、ヴァレリオ・ヴァレリによって再製造された別機体のストライクが観測機として投入された。この機体はデスティニーシルエットRにコントロールを掌握された後、最終的に自爆している 。

## ストライクルージュ
ガンダムシリーズにおいては、2002年から2003年にかけて放送された『機動戦士ガンダムSEED』において初登場した。
『機動戦士ガンダムSEED』において設定製作を担当した下村敬治はコラムにおいて、登場そのものは番組本放送のかなり以前から決定していたが、一時的に立ち消えとなり宇宙での登場が決定したという。また、搭乗者の選定には「ガンダム歴代作品の女性パイロットは業を追っている場合が多い」という理由から、脚本の両澤千晶はフレイ・アルスターを候補に挙げたものの、監督である福田己津央はカガリ・ユラ・アスハを提案したことからこちらが本採用になったとしている。
設定解説
モルゲンレーテ社が、オーブ近海でのイージスとの戦闘で中破し回収されたストライクから取得したデータと、それを修復した際に製作した予備パーツを組み上げて完成させた機体。
基本構造は元のストライクのデッドコピーであるが、一部のパーツは高性能品に置き換えられるとともに、調整や改良がなされている。新開発の大容量バッテリーパック「パワーエクステンダー」を搭載したことで、活動時間は延長されている。その際のエネルギー変換効率の向上に伴ってPS装甲への供給電力も増加し、装甲起動色も赤主体に変化したことで装甲強度も向上した。また、OSはナチュラル用のものを導入し、操縦に不慣れなカガリをサポートするため、制御系にはオーブが独自開発した操縦支援AIシステムを搭載している。
建造はオーブ本国において個々のパーツが完成していたが、地球連合軍のオーブ侵攻作戦によってオノゴロ島が崩壊したことでクサナギで宇宙に運び出され、クサナギ艦内で約1ヶ月をかけて最終組み立てと調整が行われることとなった。そして、パイロットには指揮官であるカガリが務める運びとなった。
当初の装着ストライカーは「強そうだから」というカガリの希望によりI.W.S.P.が選ばれた。技術陣としてはカガリの力量ではI.W.S.P.が扱い切れない事は解りきっていたが、当初、カガリが搭乗したストライクルージュはあくまでも戦場での士気高揚のために運用し、最前線での戦闘を想定していなかった事から了承した。運用テストにおいて装備増加に伴う操縦性の複雑さからカガリは同パックを扱い切れず、帰還後にパックの変更を要求。カガリが実戦参加の意思を表した事から、エールストライカー装備での投入が決定した。エールストライカーや機体の各種調整に時間がかかり、最終的な完成は第二次ヤキン・ドゥーエ攻防戦の直前となった。しかし、ルーキーであるカガリとともにこの機体は善戦した結果、いくつかのMSや核ミサイルを撃破してジェネシスからアスラン・ザラの救出に成功する。
終戦後の和平期間においては、実戦で使われることのなかったI.W.S.P.を装着し、オーブの旗印として式典などで使用された。

C.E.73年からの大戦（『SEED DESTINY』）においては大気圏を飛行可能に改良されたエールストライカーを装備し、オーブ軍への撤退勧告を行うカガリの旗印として使用された他、地球連合によるベルリン侵攻の際には民衆を守るための盾として身を挺して活躍した。ザフト軍によるエターナル追撃の折には、キラが搭乗したこともあった。

### 機体構造（ルージュ）
操縦支援AI
C.E.の世界においてはAI技術が普及しており、行政職務などにも支援AIが用いられている。また、オーブのモルゲンレーテ社においては量子コンピュータに人格を持たせたAIを複数導入し、MS設計やシミュレートの討論を行わせ最適解を得る手法を用いている。。
ストライクルージュに搭載された操縦支援AIは、ジャンク屋組合が所有する疑似人格コンピュータのデータをベースに作られたもので、操縦に不慣れなパイロットのために導入された。このAIはパイロットの操縦と状況を判断し、操縦ミスのカバーなどを行うとともに、自機に対する回避行動が自動で可能となっている。その後、本機の支援AIはさらなる発展を遂げたものがアストレイ グリーンフレームに搭載された。こうした支援AIによってパイロットの行動をサポートするシステムは、C.E.73年からの大戦期にはナチュラルでは広く普及されたものの、コーディネイターを擁するザフトでは人員をカバーするための無人機研究に利用されている。
OS
キラ・ヤマトによって改良が加えられたナチュラル用OSを採用したほか、ヘリオポリスにて開発が進められていたナチュラル用OSの技術が試験的に追加導入されている。ヘリオポリスで開発されていたこのナチュラル用OS技術は、後にさらなる発展を遂げたものがアストレイ グリーンフレームに搭載されている。
パワーエクステンダー
本機の電源系統に追加されたパワーパック強化システム。元々はPMP社が開発を進めていたものであるが、それが暗礁に乗り上げた後にモルゲンレーテ社がデータを入手し、独自の技術を取り入れて完成にこぎつけた。
同機に搭載された「パワーエクステンダー」は後に一般化し、ストライクEやセカンドステージシリーズなどに搭載された。
フェイズシフト装甲
元々、オーブはフェイズシフト装甲の技術を有していなかったが、ストライクの回収によってその取得に成功した。ストライクルージュに搭載されたフェイズシフト装甲は、ストライク修復時にアメノミハシラで製造されたPS装甲材を用いている。尚、ストライクルージュのフェイズシフト装甲は、原型機となったストライクとは異なり、赤色を主体としている。この起動色の変化は、パワーエクステンダー搭載によってエネルギー効率が向上したことと、搭載したAIがパイロットの生存を優先してエクステンダーの制御系に介入した結果による。そのため、機体の設定値を変更すれば、ストライクと同様の機体カラーに変更することも可能である。
この技術も後に流出し、ザフトが開発するインパルスを筆頭とした「セカンドステージシリーズ」のVPS装甲は、ストライクルージュのPS装甲を雛型として開発されている。
マーキング
ストライクルージュの左肩部には、「オーブの獅子」と呼ばれたカガリの父ウズミ・ナラ・アスハにちなんだ右向きの獅子にカガリが好むユリの花のパーソナルマーキングが施されている。
なお、このパーソナルマークのデザインは『機動戦士ガンダムSEED』アニメーションシリーズでカガリ・ユラ・アスハ役を務めた進藤尚美のアイデアを取り入れ、チーフメカ作画監督である重田智が行っている。また、宇宙戦闘艦クサナギの艦載機として左肩と左足首に機体識別番号「210」も記載されている。

### 劇中での活躍（ルージュ）
『SEED』では、オーブが地球連合軍の侵攻を受けた時期にはまだパーツ自体が完成したばかりの状態であり、オーブ降伏の折にクサナギによりパーツを宇宙へ運び出され、約1か月の組立作業を経て完成した。そのため、アニメ本編での初陣はヤキン・ドゥーエ攻防戦の最終決戦時となる。同決戦においてストライクルージュはアサギ、マユラ、ジュリの死によってカガリがSEEDを発現させた結果、機体スペックを上回る活躍を見せた。さらにキクチやカノウが駆るM1アストレイ、アスランのジャスティスとともにヤキン・ドゥーエへと突入、最終的にはアスランとともに生還し、プロヴィデンスとの決戦でフリーダムを大破させたキラの元へ向かっている。
一方で、書籍媒体では実戦投入に先行し、オーブ軍のキクチやカノウが乗るM1アストレイを伴いIWSP装着状態でのテストを行っている。同パックはカガリには扱いこなせるものではなかったため、テスト終了後に装備変更を要求している。また、小説版においてはアスランやアサギとともにエールストライカー装備状態での模擬戦の様子が描かれた。こちらでは危なげにデブリ帯を飛行した後、アサギのM1アストレイにレーダーロックしてみせたが、直後に姿勢制御ミスを起こし制動不能に陥ったため、ジャスティスに救出されている。
『SEED DESTINY』でも、引き続きカガリの愛機として登場。第1クールのオープニングではI.W.S.P.を装備した姿で登場しているが、本編中では一貫してエールストライカーを装備していた。
ザフト軍艦隊に捕捉されて窮地に陥ったエターナルの援護のため、インパルスとの戦いでフリーダムを破壊されたキラがカガリから借り受けて使用した際、機体OSはキラの手によってかつて彼が搭乗したオリジナルのストライクと同設定に調整され、PS装甲色は同じくトリコロールに変化している。大気圏離脱時には専用ブースターユニット「ストライクブースター」を装着し、打ち上げられた。
宇宙ではアンドリュー・バルトフェルドのガイアと合流し、ザクウォーリアやグフイグナイテッド数機を戦闘不能とするが、数と性能で上回る敵の猛攻に劣勢を強いられ、シールドごと左腕を破壊された末、四肢を欠損した状態と化してエターナルに強制着艦させられる。キラが艦内に搭載されていた新型機ストライクフリーダムに乗り換えたことで役割を終えて以降は出演しないが、続く劇場版『SEED FREEDOM』では完全修復された姿で再登場した。直接的な戦闘ではなく、対アコード（ブラックナイツ）戦にてキャバリア―アイフリッドを装備し、インフィニットジャスティス弐式を遠隔操作する際に使用される。
ニンテンドーDSソフト『スーパーロボット大戦K』では、カガリが乗ると通常のピンクのカラーリングだが、他の『ガンダムSEED』系パイロットが乗った時は機体色がX105同様のトリコロールに変わる（シールドやツインアイなどもX105仕様になる）。

### ストライクルージュ オオトリ装備
『SEED DESTINY』のHDリマスター版で登場する、専用ストライカーパック「EW454F オオトリ」を装備したストライクルージュ。ザフトに囲まれたエターナルの援護でキラが搭乗した際には、敵に3連小型ミサイルを全弾発射する、ビームライフルをガイアに投げ渡す、大型対艦刀を敵に投げつける、オオトリを分離して敵に突撃させるなどの奮闘を見せるが、こちらも最終的には大破してエターナルに着艦し、キラがストライクフリーダムに乗り換えたことで役目を終える。

### ストライクブースター
『機動戦士ガンダムSEED DESTINY』第38話でザフトに囲まれたエターナルのもとへ地上から急行すべく、ストライクルージュに装備されたオプション。同機の下半身を収納する形で装着される。大気圏脱出用の補助推進装置で、大気圏離脱後に自動で排除される。作中では本装備を装着したままでのビーム砲撃で敵部隊の一部を行動不能にした後、排除された。
なお、追加されたブースターはシャトル用のユニットを急遽調整したものであり、ストライク系列機の正式なオプションではない。

## ストライクE
『機動戦士ガンダムSEED C.E.73 Δ ASTRAY』、『機動戦士ガンダムSEED C.E.73 STARGAZER PHANTOM PAIN REPORT』、『機動戦士ガンダムSEED FRAME ASTRAYS』に登場。名称を「ストライクガンダムE」や「ストライクEガンダム（STRIKE ENHANCED GUNDAM）」と表記した資料もみられる。
ストライク（再生機）から蓄積された実働データを基に、ストライクを強化発展した機体。機体名及び型式番号末尾の「E」は「強化型」を意味する（Enhanced、エンハンスド）の頭文字であり、スウェン用のカスタマイズ案を元に各所に強化改修が行われている。
原型機の基本性能はそのままに、操作性と省電力性に重点を置いて改修されている。頭部冷却システムの配置見直しに伴いマスク部中央のダクトスリットは変更。肩部にはサブスラスターが増設された。また、パワーエクステンダーを搭載。同時に省エネルギー化措置も施され、稼働時間が図られている。また、原型機で高められた四肢の分散処理システムも、大戦によるデータがフィードバックされより洗練された。加えて、制御系にはAIを導入するとともにOS・インターフェイス・無線通信システムなども改良が施されている。
ファントムペインや開発企業は早期から本機の汎用性に着目しており、「アクタイオン・プロジェクト」において製造されたほかの4機と異なり、スウェン機のほかにもトライアル機として複数機が製造された。一説には本機がファントムペインの次期主力機開発のテストベッドとして開発されていたとされるが、真相は定かではない。

### 機体構造（ストライクE）
ヴァリアブルフェイズシフト装甲
本機の装甲にはVPS(ヴァリアブルフェイズシフト)装甲を採用する。これによって装備に合わせた電力供給の配分を変える事が可能となっている。IWSPを搭載した際は改修前と同様のカラー、ストライクノワール時の黒、アナザートライアルランチャーストライカー装備時の緑、アナザートライアルソードストライカー装備時のスカイブルーといったカラーパターンが確認される。
サブスラスター
本機は肩部に新たなサブスラスターが増設された。これによってソードストライカーやランチャーストライカーといった一部のストライカーパックにおいては装備が干渉するため、新たにアナザートライアルストライカーが開発されている。
後に「オルタナティブ・プロジェクト」において、肩部スラスターを取り外し可能な仕様にアップデートしたことで通常のソードストライカー・ランチャーストライカーも装備可能となった。

### 武装（ストライクE）
M2M5 トーデスシュレッケン12.5mm自動近接防御火器
ダガーL以降の連合系MSに標準装備される両側頭部の対空防御機関砲。口径はイーゲルシュテルンよりも小型化されたが、これは威力よりも対人・対車両用として携行弾数を重視したためとなる。
M8F-SB1 ビームライフルショーティー
アーマーシュナイダーに代わり両腰に装備された射撃武装。接近戦での取り回しと連射性能を重視し、銃身を拳銃サイズまで切り詰めている。これによるビーム収束率の低下のため有効射程は15パーセント程低下しているが、近接戦闘を想定した機体のため、実際の運用では特に支障は生じていない。
EQS1358 アンカーランチャー
両掌や両爪先、踵裏に内蔵されるワイヤーアンカー。この装備は強化改修の際スウェン本人の希望を取り入れ実装された。特殊な高分子物質で構成されたワイヤーはMSクラスの質量を懸架可能なほどの強度を持ち、自機の固定や牽引・敵機の捕獲や直接打撃などさまざまな用途に使用される。この装備の内装スペースを確保するため、両手足は機構のレイアウトが見直された。
57mm高エネルギービームライフル
改修前と同一の装備。
175mmグレネードランチャー装備57mm高エネルギービームライフル
デュエルの主武装と同型のグレネードランチャー内蔵型ビームライフル。連合製のビーム兵器としては最も古い型の1つであるが、その高い信頼性から愛用するパイロットは多い。『STARGAZER』第2話にて、スウェン機がキルギスプラント防衛任務の際に2挺を携行して出撃する場面があるが、実際に使用される描写はない（月刊ガンダムエース連載の漫画版（作画：守屋直樹）では発砲シーンが存在する）。
対ビームシールド
改修前と同一の装備。「機動戦士ガンダムSEED FRAME ASTRAYS」作中においてルカス・オドネル専用機が模擬戦において使用した。

### ストライクノワールガンダム
2006年のアニメーション作品『機動戦士ガンダムSEED C.E.73 STARGAZER』から登場。
メカニックデザインは大河原邦男が担当した。大河原はDVDのインタビューに際し、ストライクガンダムを半分悪にするというコンセプトでオファーされ、頭部には戦いの傷をイメージした意匠を施したと語っている。また、バンダイ側の希望から、手首にはスナップ機構を取り入れるためのデザインが盛り込まれている。
「アクタイオン･プロジェクト」において生産された5機のG兵器のうちストライク再生機は、I.W.S.P.を装備した「ストライクI.W.S.P.」としてスウェン・カル・バヤン中尉により運用された。そして、その搭乗実戦データに基づいて改修を加え、「ストライクE」にI.W.S.P.を改良した専用ストライカー「ノワールストライカー」を標準搭載とした機体がこのストライクノワールである。パワーエクステンダーの改良でPS装甲が黒化したこととストライカー装備の関係から「ノワール」（フランス語で「黒」の意）と呼ばれる。
ノワールストライカーはその性能特性故に器用貧乏化し、エースパイロットでなければ操縦の難しい機体となっている。また、ファントムペインの主戦術である集団戦に合わせて近距離をブルデュエル、遠距離をヴェルデバスターと連携し補完し合う前提に作成されているため、ストライクEと併せて装備構成は近接戦闘に主眼を置いたセッティングと開発がなされている。なお、従来と異なりストライカー自体にもPS装甲が施されたため、専用の盾は装備していない。

### ルカス・オドネル専用機
『機動戦士ガンダムSEED FRAME ASTRAYS』に登場。元ザフト軍脱走兵で現フジヤマ社預かりの連合軍MSパイロットルカス・オドネルが搭乗する機体。
I.W.S.P.の他、各種アナザートライアルストライカーを任務に応じて換装する。四肢制御の分散処理プログラムをルカスが改良したことで通常のストライクEに比べ機体性能が向上している。I.W.S.P.やアナザーストライカーを駆使し、ザフトと交戦。第4軍決起直前の交戦で左腕を破損。ルカスがライゴウに乗り換えたため、その後の行方は不明。

### 劇中での活躍（ストライクE）
スウェン・カル・バヤン搭乗機（ストライクノワール）は『機動戦士ガンダムSEED C.E.73 STARGAZER』において全話にわたって登場。ファントムペインの機体として運用された本機はブレイク・ザ・ワールド事件後、キルギスプラントを襲撃したザフト軍の殲滅任務を受け、ブルデュエルやヴェルデバスターとともに現場に急行、これを鎮圧。また、西ユーラシア地方にてハンニバル級陸上戦艦ボナパルトの防衛任務を務めた後、高度な自律型AIユニットを有するD.S.S.D製の宇宙探査用MS、GSX-401FW スターゲイザー奪取任務を命じられトロヤステーションを襲撃した。ヴェルデバスターとともに圧倒的戦闘力で保安部のシビリアンアストレイを多数撃墜、そして自ら出撃したスターゲイザーと相見える。激戦の末相手に組み付かれ、そのままヴォワチュール・リュミエールの超加速で太陽方面へ飛ばされた。その際、強烈な加速度によるダメージで機体は大きく損壊し、最後は地球圏帰還のために残存エネルギーをスターゲイザーに与え、そのまま放棄された。
スウェン・カル・バヤン搭乗機は『機動戦士ガンダムSEED C.E.73 Δ ASTRAY』でも活躍し、地球視察に訪れたマーシャンの機体・デルタアストレイと2度にわたって交戦。作中ではほぼノワールストライカー装備で活躍したが、ファントムペイン・リポート及び2度目のマーシャンとの戦闘においてI.W.S.P.装備を見せた。後者のI.W.S.Pは戦闘中に破壊されたノワールストライカーに替わり、同行していた105スローターダガーが装備していたI.W.S.P.を自機に換装させたものである。
電撃ホビーマガジン連載のフォトストーリー『機動戦士ガンダムSEED C.E.73 STARGAZER PHANTOM PAIN REPORT』ではダナ・スニップとエミリオ・ブロデリックの搭乗機が登場。フリージャーナリストのジェス・リブル、アグニス・ブラーエらマーシャンたちが訪れたファントムペインの地下施設にて同ストライカーを装備した2機が放置されていたが、同行していた元ファントムペインメンバーのエミリオ・ブロデリック中尉とダナ・スニップ中尉の両名が突如逃亡し、同機で脱走を図る。しかし、突然エミリオ搭乗のアナザートライアルソードストライカー装備機がシュベルトゲベールでダナ搭乗のアナザートライアルランチャーストライカー装備機を両断し、そのままエミリオ機は投降している。

## ゲイルストライクガンダム
『機動戦士ガンダムSEED VS ASTRAY』に登場。「ライブラリアン」がストライクを独自改修・再設計した機体。型式番号冒頭の「LG」は「ライブラリアン・ゲイル」の略で、「ゲイル」は英語で「疾風」を意味する。
搭乗しているパイロットのND-HEは叢雲劾の戦闘能力を付加されたカーボンヒューマンであるため、設計はそれに合わせた近接格闘に重点を置いており、各関節の駆動部分に新技術を導入することで徹底した運動性の強化を行っている。またこの改修により、オリジナルに比べ全高と重量が増している。
両肩にエールストライカーの推力偏向ブースターを移植しており、全方位への急激な加減速・旋回機動を可能とする。腰部にはウイングソーが新たに装備され、それに伴いアーマーシュナイダーは両前腕へと内蔵箇所が変化している。

### 武装（ゲイル）
ウイングソー
両腰に装備された2振りの大剣。アーマーシュナイダーと同じ振動剣の一種であり、切断対象ごとに振動周波数を調節することで常に安定した切れ味を発揮する。ただしデータにない未知の素材に対しては切断力が低下する弱点を持つ。手に持った際は姿勢制御用の安定翼として機能し、腕を動かすことで多彩な運動性を機体に持たせる。
敵機に攻撃する度にデータを蓄積する機能を持ち、予め特定機体の装甲データを保有しているならばフェイズシフト装甲をも切断可能。
シールドストライカー
本機が標準装備する高機動型ストライカー。エールストライカー上段のブースター2基と中央のバッテリーパックを流用している。また、格闘時の取り回しと背面の防御力強化の目的から、ユニット上部にシールドを設置している。

## ライゴウガンダム
『機動戦士ガンダムSEED FRAME ASTRAYS』に登場。機体名の「ライゴウ」は漢字表記で「雷轟」と書く。『FRAME ASTRAYS』に本機が登場する前の「MS開発系譜図」においては、本機に該当する箇所の機体には「東アジアガンダム」の名称がつけられていた。機体デザインは大河原邦男。
設定解説
東アジア共和国の軍事企業フジヤマ社がストライクEをベースに、ルカス・オドネルによる運用データを元にして開発したMS。マスクに横1本のスリットを持つ。
アクタイオン・プロジェクトにおいて改良開発されたストライクEは、汎用性において今後の地球軍における機体開発の新たなスタート点になりうる可能性を秘めていた。同計画に企業チームの一社として参加していたフジヤマ社はこれに眼を付け、ストライクEを元に新たなる開発計画を始動。これまでコスモグラスパーなどモビルアーマー (MA) 開発をメインとしていたため、MS開発において他社に遅れを取っていたフジヤマ社はこれを足がかりとし、地球軍における軍事産業の中核企業となるべく生まれ変わろうとしていた。そのコンセプトモデルとして完成したのがライゴウである。
既存のストライカーはすべて使用可能であり、さらにエール・ランチャー・ソードを三種の神器になぞらえて、それぞれ発展させた3種のアナザーストライカー「翼鏡（スペキュラム）」「勾玉（サムブリット）」「聖剣（キャリバーン）」を換装使用する。装甲材質も引き続きVPS装甲を採用しており、ストライクEと同様に装備換装により装甲色が変化する。

### 武装（ライゴウ）
頭部機関砲
頭部ダクト上に設置される。イーゲルシュテルンやトーデスシュレッケンのようにモデル名は明かされていない。
肩部機関砲
本体ボディブロックに設置される。
57mm高エネルギービームライフル
ストライクに装備されたものと同一の兵装。
対ビームシールド
ストライクに装備されたものと同一の兵装。
スモールシールド
腕部に装着可能なオプション。X105では本体サイドスカートに収納されていたアーマーシュナイダーはここに格納する方式へと変更された。
アーマーシュナイダー
折り畳み式のモデルであるが、デザインはフィンガーリング付きのものへと改変されている。

### 劇中での活躍（ライゴウ）
アジア圏のジャングル地帯の基地においてルカス・オドネルと傭兵部隊「サーペントテール」のリーダー、叢雲劾をテストパイロットとして試験運用が行われていたが、整備ドックに侵入したPMC（民間軍事会社）所属の戦闘用コーディネイター、スーによってスペキュラムストライカー装備状態で強奪され、その直後に第四軍を結成したルカスに引き渡された。他のストライカーパックなどの専用装備もルカスによって持ち出されている。
その後、劾搭乗のアストレイブルーフレームサードとの戦闘において左腕とコクピットを破壊され、回収された。

## 機動戦士ガンダムSEED MSV（コミックボンボン版）掲載機
以下のバリエーションは、2004年に『コミックボンボン』誌内のMSV記事で掲載されたもの。読者公募によって採用されたアイデアを元に、イラストはビークラフトが手掛けている。

### ストライクWSB
ストライクWSB（ウイングソードブレイカー）。機動力を重視し、接近戦を得意とする機体。ストライク本体は外見上はカラーリングが変更されたのみで、背面と両腕に専用の装備を装着している。パイロットはグライド・クラッカー。

#### 武装（WSB）
対艦刀シュベルトゲベール
背面に装備された2振りの大剣。
開閉式ウイング
背面に装備された開閉式のウイング。上部のウイングをビーム砲として使用することができる。
ビームカッター
右腕に装備されたデバイスからビーム刃を形成する接近戦用武装。
シールド
ノーマルのストライクとは形状の違うシールド。

### 偵察用ストライク
胸部、両肩に偵察用カメラを装備し、隠密行動のために極限まで軽量化をした機体。

#### 武装（偵察用）
ビームクロー
右腕に装備された接近戦用のビーム兵器。
ミサイルランチャー
左腕に装備された4連装のミサイルランチャー。本機唯一の遠距離武装。

### ダイブストライク
地球連合軍のパイロットであったアラス・ロウがストライクを盗み出し、水中戦用の改造を施した機体。機体背面に大型の水中用ブースターを装備するほか、ストライク本体にも改造が加えられている。パイロットはアラス・ロウ。

#### 武装（ダイブ）
対MS用拡散ミサイル
両腕に装備された拡散ミサイル。
電磁波クロー
両脚に装備された格闘戦用のクロー。クローで捕獲した敵機に対して電磁波を流しコンピュータを破壊することができる。

### RFストライク
RF（リファイン）ストライク。型式番号：GAT-105RF。ムウ・ラ・フラガ専用機として開発されていたストライクの改造機。ガンバレルの技術を使用した有線式ビームサーベル、機体各所に増設されたブースターなどを装備する。C.E.71年5月8日に起きたアラスカ基地のサイクロプス発動に巻き込まれ破壊された。

#### 武装（RF）
ビームガトリング砲
腹部に装備されたビーム兵器。
強化バックパック
有線ビームサーベル2本を搭載するスラスター付きのバックパック。
有線ビームサーベル
MAで実用化されていた有線式武装の技術を採用したビームサーベル。機体から分離し、自動で敵機を攻撃することができる。

### 高機動型ストライクG
Gはガンダムの略。ヘリオポリス崩壊の際に偶然撮影されたストライクを参考にプラントが開発した機体。背部の高機動バーニア、バックパックバーニア、脚部の小型バーニアなどジン長距離強行偵察複座型のものを改造した複数のブースターを装備することで機動力を上げているが、機動性に特化させた分、防御面では不安が残る。パイロットはザフト軍のエリート兵とされており、コーディネイターのみが操縦可能となっている。

#### 武装（高機動型）
大型ブレイドライフル
左肩部にマウントする。機体の全長ほどある大型の武装。手持ち式のビームライフルに対艦刀のようなビーム発信部が組み合わせられている。
ハンドナイフ
特殊金属でできたナイフ。ビームを無効化するPS装甲に対し使われる。
小型ミサイル
胸部上に設置された小型のミサイル。